# (14323) 1979 MV1
A (14323) 1979 MV1 a Naprendszer kisbolygóövében található aszteroida. Eleanor F. Helin és Schelte J. Bus fedezte fel 1979. június 25-én.